# Station Årstaberg
Årstaberg is een station van de pendeltåg gelegen in het gelijknamige gebied op de grens tussen de districten Liljeholmen en Årsta in Söderort binnen de gemeente Stockholm.

## Geschiedenis
In 1929 werd de Årstabrug geopend en ten zuiden van de stad werden aansluitende sporen door  Årstaberg gelegd. Het was toen een dunbevolkt gebied en er werd geen station gebouwd. In 2000 werd de Tvärbanan (sneltram) door Årstaberg  geopend en kwam het idee op om op de plek waar de sneltram het spoor kruist een overstappunt te creëren. Het station werd gebouwd door een perron aan te leggen tussen bestaande sporen, die op twee parallelle viaducten liggen. Daarom is het perron vrij smal zeker gezien het aantal reizigers. Het station werd geopend op 9 januari 2006. Naast de halte Tvärbanan is er ook een busstation voor lokale buslijnen naast het station.
Sinds de opening van de Citybanan op 10 juli 2017 worden langeafstandstreinen in noordelijke richting via een nieuw viaduct, de Älvsjöbågen over de forensentreinsporen ten zuiden van Årstaberg geleid om aan te sluiten op de Östra Årsta-brug uit 1929. De Västra Årsta-brug uit 2005 wordt nu alleen nog gebruikt door forensentreinen. 

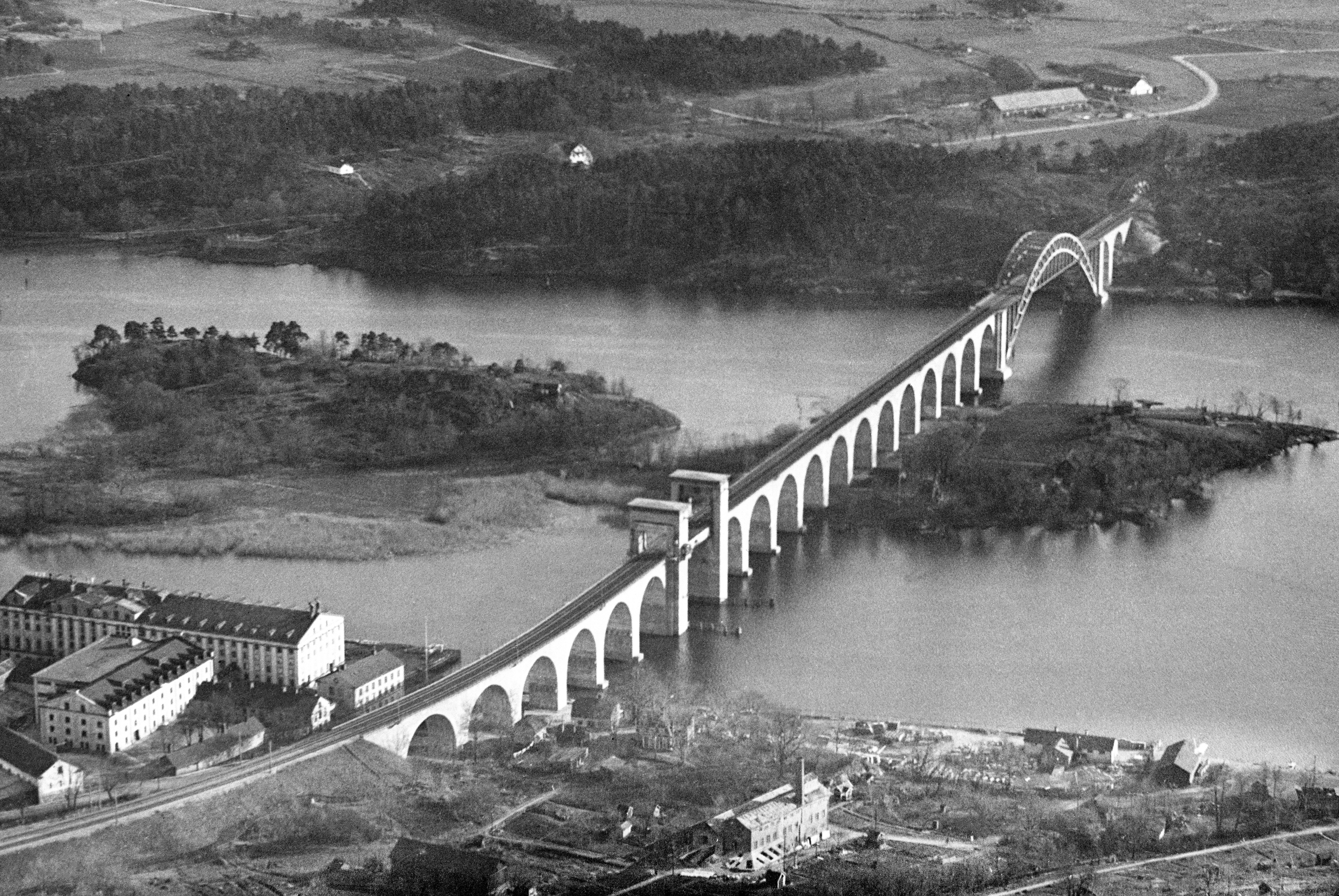
De Årstabrug in 1934, het station uit 2006 ligt in de rechter bovenhoek van de foto.
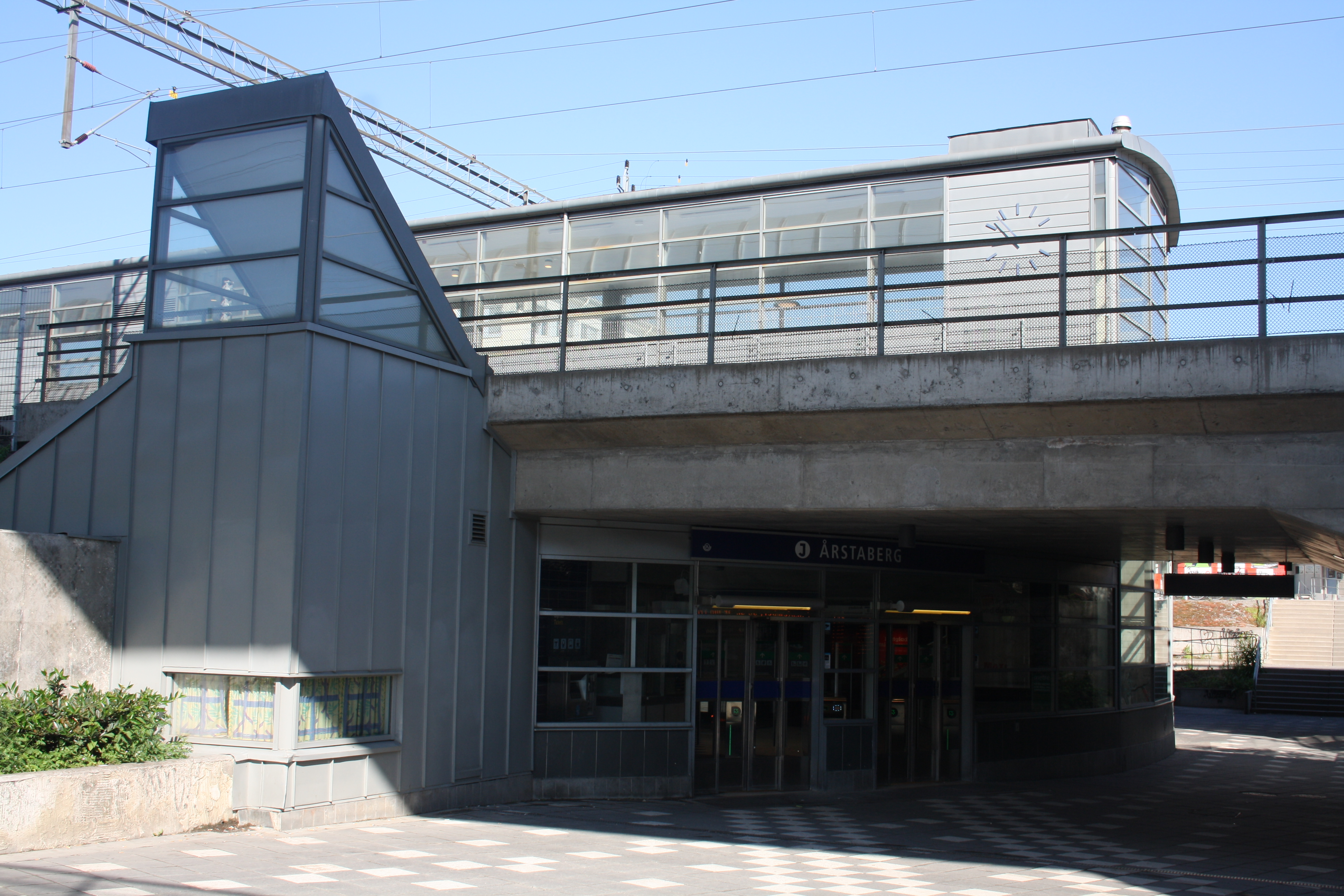
Het station gezien uit het oosten.
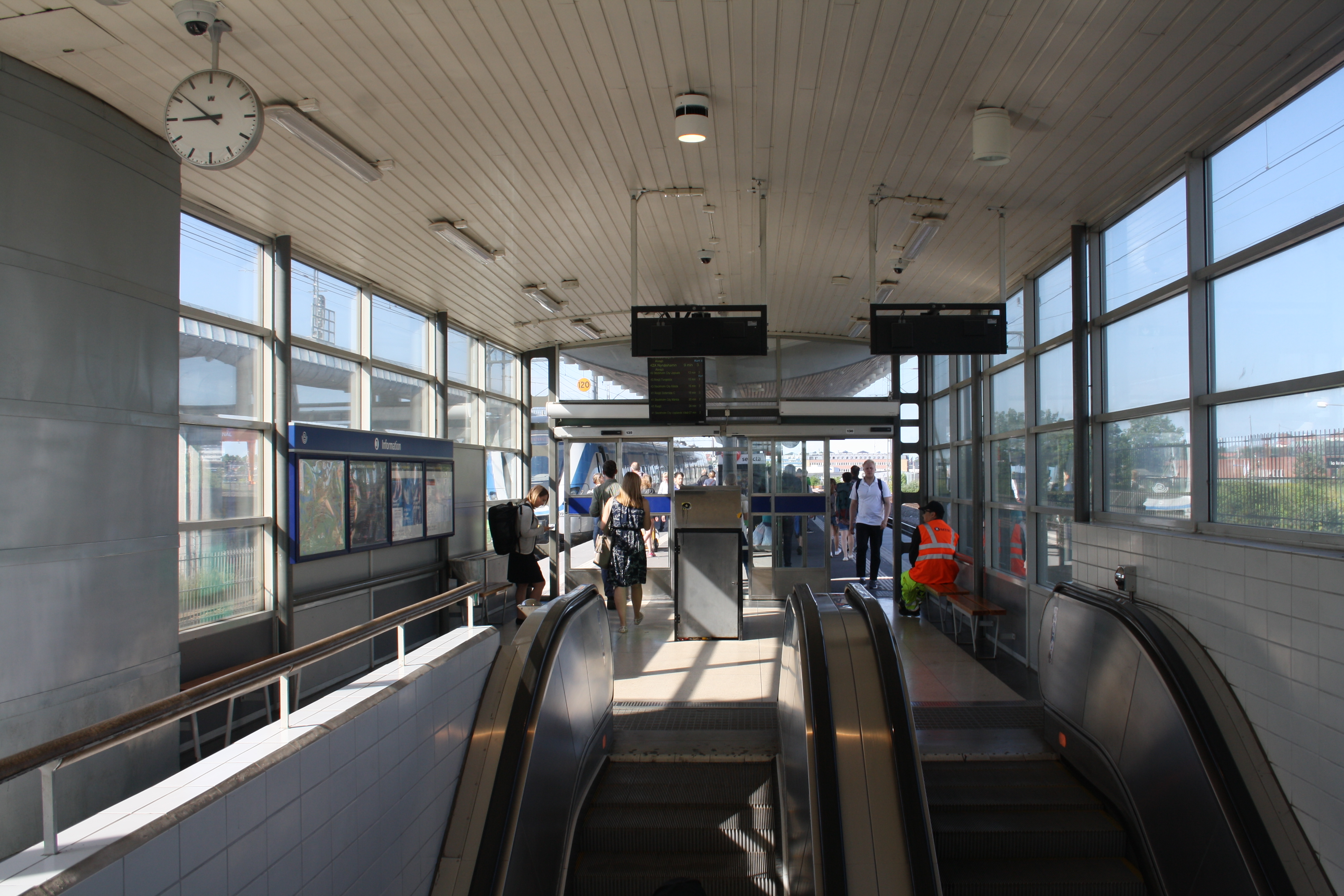
De wachtruimte aan de noordkant van het perron.

## Ligging en inrichting
Volgens de oorspronkelijke plannen zouden er twee perrons, één per richting, komen maar bij de uitwerking werd besloten tot het gerealiseerde eilandperron voor de pendeltåg. Naast de twee perronsporen zijn er nog sporen voor het overige treinverkeer, waaronder de toerit naar het goederenstation vlak ten zuiden van het station. Het perron is toegankelijk vanaf een de ingang in een voetgangerstunnel aan de noordkant van het perron. Het aantal reizigers op een gemiddelde doordeweekse dag tijdens de wintermaanden wordt geschat op 8.300.

## Metro
In maart 2017 is er een overeenkomst gesloten voor de bouw van een metrolijn tussen Fridhemsplan en Alvsjö, met onderweg een metrostation bij Årstaberg, die in 2035 moet worden geopend.